# Dent de Crolles
Dent de Crolles – szczyt w Préalpes de Savoie, części Alp Zachodnich. Leży we wschodniej Francji w regionie Owernia-Rodan-Alpy. Należy do Massif de la Chartreuse.
W masywie Dent de Crolles wytworzył się niezwykle rozległy system jaskiniowy, występujący w literaturze jako Réseau de la Dent de Crolles. Posiada on aktualnie (2023 r.) 18 niezależnych wejść i łączną długość korytarzy blisko 60 km. Różnica poziomów między najwyższym wejściem (Gouffre Bob Vouay, 2015 m n.p.m.) a otworem najniższym (Grotte du Guiers Mort) wynosi 681 m.

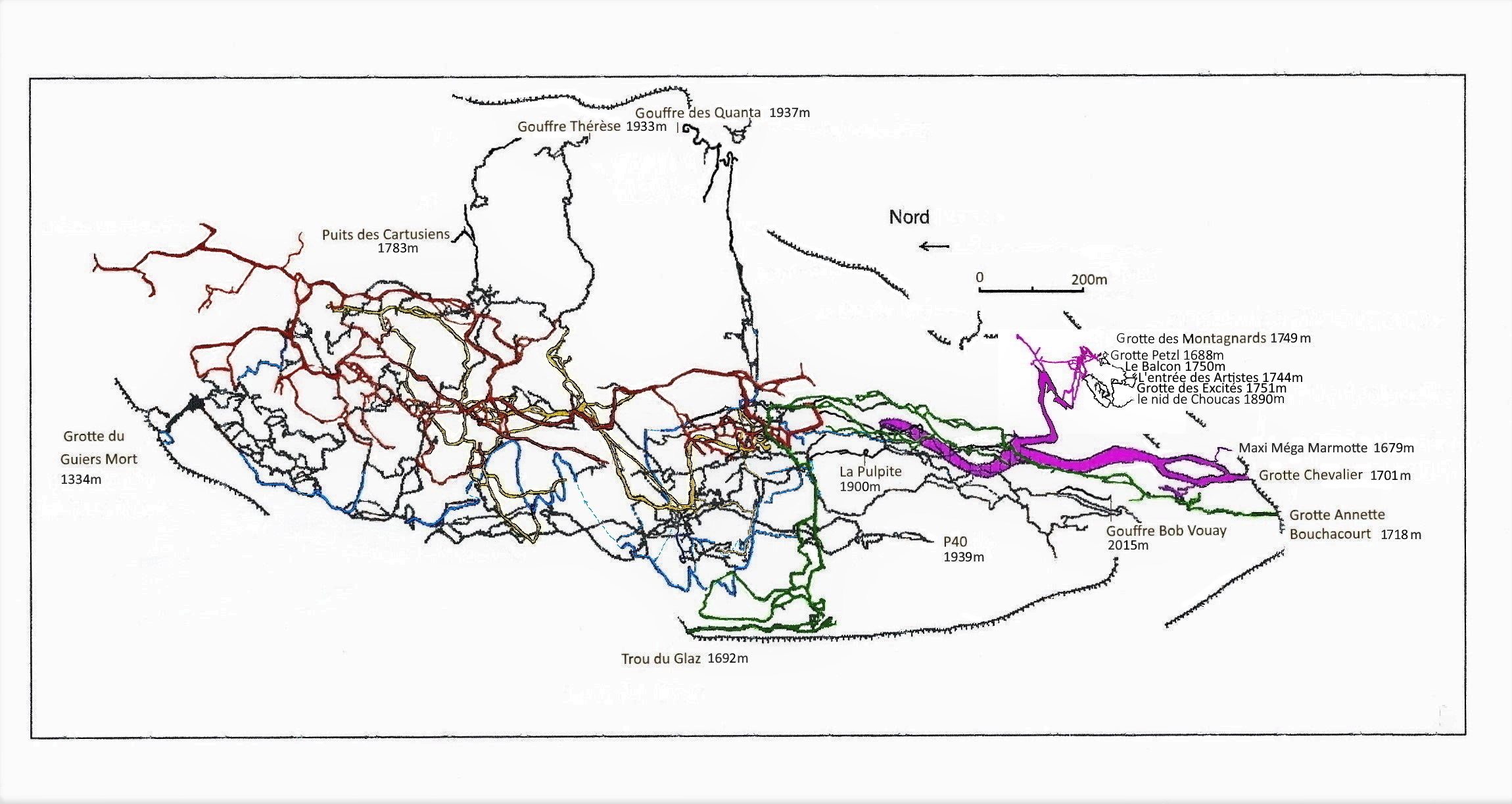
Schematyczny plan sieci Dent de Crolles